# Rogers Cup 2001
Der Rogers Cup 2001 war ein Tennisturnier der WTA Tour 2001 für Damen in Toronto sowie ein Tennisturnier der ATP Tour 2001 für Herren in Montreal. Das Herrenturnier fand von 30. Juli bis 5. August 2001 statt, das Damenturnier folgte vom 13. bis 19. August 2001.

## Herren
→ Hauptartikel: Tennis Masters Series Montreal 2001
→ Qualifikation: Tennis Masters Series Montreal 2001/Qualifikation

## Damen
→ Hauptartikel: Rogers Cup 2001/Damen
→ Qualifikation: Rogers Cup 2001/Damen/Qualifikation